# VfB 1901 Forst
VfB 1901 Forst was een Duitse voetbalclub uit de stad Forst.

## Geschiedenis
De club werd in 1901 opgericht als FC Hohenzollern Forst en werd genoemd naar het Keizerlijke Huis Hohenzollern. De club speelde vanaf 1904/05 in de tweede klasse van de Nederlausitzse competitie. In 1909 eindigde de club samen met stadsrivaal FC Deutschland 1901 Forst eerste, en verloor dan de titelfinale met 3-1. In 1912 kon de club voor het eerst promotie afdwingen. In 1914 eindigde de club vijfde op negen clubs. 
Hierna brak de Eerste Wereldoorlog uit en lang de competitie enkele jaren stil. Na de val van het keizerlijke huis Hohenzollern werd de naam gewijzigd in VfB 1901 Forst. De club eindigde wisselend in de middenmoot en onderaan de rangschikking. Na nog een zesde plaats in 1926 degradeerde de club het jaar erop. Het volgend seizoen kon de club via de eindronde tegen eersteklasser 1. FC Guben weer promotie afdwingen. 
Bij de terugkeer werd de club laatste en moest zijn plaats in de eersteklasse verdedigen tegen tweedeklasser VfB Weißwasser. De club werd thuis met 2-7 vernederd en de terugwedstrijd was nog maar een formaliteit. De volgende seizoenen slaagde de club er niet meer in om promotie af te dwingen. 
In 1933 werd de competitie grondig geherstructureerd nadat de NSDAP aan de macht kwam in Duitsland. De talloze regionale competities werden ontbonden en vervangen door de Gauliga. Arbeidersclubs werden verboden en zo fuseerde TuS Süden Forst, dat verboden werd met VfB 1901 Forst tot het nieuwe SpVgg Först. Echter werden de clubs van Neder-Lausitz, in tegenstelling tot de andere clubs van de Zuidoost-Duitse voetbalbond ingedeeld in de Gauliga Berlin-Brandenburg, waarin de concurrentie van de Berlijnse clubs zo sterk was dat geen enkele club uit Forst nog op het hoogste niveau zou spelen. 